# Neka cvjeta stotinu cvjetova
Neka cvjeta stotinu cvjetova, neka se natječe sto škola mišljenja bila je politička kampanja 1956. i 1957. godine u Narodnoj Republici Kini tijekom koje je Komunistička partija Kine (KPK) predvođena Mao Ce-tungom »pustila da procvjeta stotinu cvjetova u društvenim znanostima i umjetnosti i iznese se stotinu gledišta na polju znanosti« nastojeći potaknuti građane na kritiku i davanje savjeta vlastima i Partiji, kojima bi se smanjio utjecaj birokracije. Kampanja je rezultirala valom kritika Partije i njezinih politika te je predstavljala kratko razdoblje opuštanja ideološke i kulturne kontrole.
Maova doktrina dijelom je bila odgovor na napetosti između Partije i kineskih intelektualaca. Mao je shvatio da kontrola KPK nad intelektualnim životom guši korisne nove ideje. Pokret je namjeravao iskoristiti i za obuzdavanje novih stranačkih elita koje su mogle ugroziti njegov položaj. Međutim, kritika je brzo izmaknula kontroli partije i počela predstavljati prijetnju komunističkom režimu. Razdoblje slobodna iznošenja kritike kratko je trajalo. Ukidanjem kampanje započelo je gušenje sloboda koje se razvilo u protudesničarsku kampanju. Stotine tisuća građana u više su navrata javno kritizirani i osuđivani na preodgoj u radnim logorima, a neki i na pogubljenje. Ideološko slamanje ponovno je nametnulo maoističko pravovjerje u javnome izražavanju i uspostavilo protudesničarski pokret.

## Ime
Naziv doktrine došao je iz poziva »neka cvjeta stotinu cvjetova«（百花齊放) u romanu Cvijeće u ogledalu autora Qing Li Ruzhena i ideje »neka se natječe stotinu škola mišljenja« (百家爭鳴) iz Rasprave o književnosti u djelu Knjiga Hana kineskog povjesničara Ban Gua:
| 百花齊放 百家爭鳴 Bǎihuā qífàng, bǎijiā zhēngmíng | »Neka cvjeta stotinu cvjetova, neka se natječe sto škola mišljenja.« |

Mao je slogan prvi put upotrijebio 2. svibnja 1956. tijekom javnog govora. Naziv je korišten kako bi se pobudio interes kineskih intelektualaca, referirajući se na razdoblje zaraćenih država kada su se brojne škole mišljenja natjecale za ideološku, a ne vojnu prevlast. U to su se vrijeme pokretu protivili čak i neki od Maovih najvjernijih sljedbenika, kao i neki unutar akademskog kruga, ponajprije Guo Moruo.

## Tijek kampanje
U ožujku 1951. razmatralo se proširenje pekinškog opernog istraživačkog instituta i osnivanja kineskog opernog istraživačkog instituta. Mao je, na poziv, upisao posvetu za institut: »Neka stotinu cvjetova cvjeta; korov u starom neka donese novo.« Boda Chen, koji je bio na čelu Odbora za proučavanje kineskih povijesnih pitanja, tražio je 1953. Maovo mišljenje o načelima rada, na što je Mao odgovorio s četiri znaka: »Neka se natječe stotinu škola mišljenja.« U svome završnom govoru na proširenom sastanku Politbiroa Komunističke partije Kine Mao je 28. travnja 1956. prvi put izgovorio: »Neka cvjeta stotinu cvjetova, neka se natječe sto škola mišljenja«. Pretpostavlja se da je pokretanje kampanje odgođeno šokantnim govorom Nikite Hruščova kojim je osudio Staljina na dvadesetom kongresu ruske komunističke partije u veljači 1956. godine.
Tijekom ožujka i travnja naglasak je stavljen na povlačenje razlike između prijatelja i neprijatelja. Intelektualci su sumnjičavo pristupili kampanji zbog nedostatka smjernica o tome kakav je govor prihvatljiv; poneki su se pitali i je li kampanja mamac i hoće li ih nedopušteno izražavanje dovesti u nevolju. Kao rezultat toga, središnja vlada nije dobila mnogo kritika, iako je došlo do značajnog porasta pisama konzervativnih savjeta. Premijer Zhou Enlai primio je neka pisma i shvatio da kampanja nije napredovala kako se očekivalo, iako je imala značajan publicitet. Zhou je Maou priopćio da je potrebno više ohrabrenja središnje birokracije kako bi se intelektualci potaknuli na daljnju raspravu. Mao je smatrao koncept zanimljivim i zamijenio je Zhoua kako bi preuzeo kontrolu. Guo Moruo izjavio je da natjecanje različitih škola treba biti vođeno s ciljem izgradnje socijalističkog društva.
Ideja je bila potaknuti intelektualce na raspravu o problemima zemlje, kako bi promovirali nove oblike umjetnosti i nove kulturne institucije. Mao je to također vidio kao priliku za promicanje socijalizma, vjerujući da će nakon rasprave biti očito da socijalistička ideologija dominira nad kapitalističkom, čak i među Kinezima koji nisu komunisti te će tako potaknuti razvoj i širenje ciljeva socijalizma. U pokušaju da se smanji oklijevanje, intelektualci su pozivani na forume na kojima im je bilo dopušteno postavljati probna pitanja i polako otkrivati što se smatra prihvatljivim govorom. Kritike su često bile neizravne i hvalila se sama kampanja.
Kritike su postale konkretnije u svibnju, navodeći reguliranje obrazovanja, prethodne reforme ideologije koje su opisane kao bolne i nedostatak izgleda za zapošljavanje onih koji su na poduku išli američkim i britanskim učenjacima.
Do proljeća 1957. Mao je objavio da je kritika poželjna i počeo pritiskati one koji nisu uputili zdravu kritiku politike središnjoj vladi. Intelektualci su smjesta prihvatili poziv. U razdoblju od 1. svibnja do 7. lipnja te godine milijuni pisama slijevali su se u ured premijera i druge instance.
Od svibnja do lipnja 1957. novine su objavile velik broj kritičkih članaka. Većina tih kritika tvrdila je da je Partija postala manje revolucionarna i više birokratska. Unatoč tome, većina komentara temeljila se na potpunom prihvaćanju socijalizma i legitimnosti komunističke partije te se usredotočila na poboljšanje funkcioniranja socijalističkog sustava.
Kritike su sve više upućivali kineski građani različitog podrijetla. Seljaci su kritizirali učinkovitost zadruga i zahtijevali povrat svoje zemlje. Radnici su tvrdili da je sustav plaća neracionalan i žalili su se na traženja za prekovremenim radom bez plaće. Neki su pojedinci čak tvrdili da je ljudima bilo bolje pod upravom Kuomintanga. Bilo je čak i zagovaranja etničkih manjina iz Kine da se odvoje od nacije i formiraju neovisne države.
Studenti na Sveučilištu u Pekingu stvorili su Demokratski zid na kojem su kritizirali KPK plakatima i pismima. Drugi su progovorili okupljajući se na ulicama, održavajući sastanke za članove Partije i objavljujući članke u časopisima. Novinar je napisao da se stranka otuđila od mase i da su njezini članovi postali »laskavci, ulizice i pristaše«. Jedan je profesor spomenuo da su Marx i Lenjin opetovano revidirali svoje teorije i sugerirao da bi oni bili nezadovoljni kada bi vidjeli koliko su vođe KPK strogo primjenjivali doktrinu.

## Posljedice
Dana 8. lipnja 1957. glavne stranačke novine objavile su uvodnik koji je označio završetak kampanje. Uvodnik je ustvrdio da su desničari iskoristili novostečenu slobodu za napad na stranku i potkopavanje revolucije. Gušenje je poslije postalo antidesničarska kampanja koju je vodio tadašnji glavni tajnik stranke Deng Xiaoping. Mao je objavio da je otrovni korov izrastao među mirisnim cvijećem kampanje.
U revidiranoj inačici eseja O ispravnom postupanju s proturječjima među ljudima, čiji je cilj bio oživjeti kampanju, objavljenom 19. lipnja 1957., Mao se pitao kako prepoznati razliku između lijepoga cvijeća i otrovnog korova:
1. Bi li pomoglo ujedinjenju ljudi raznih nacionalnosti?
2. Bi bi bilo korisno ili štetno za socijalizam?
3. Bi li učvrstilo ili oslabilo narodnu demokratsku diktaturu?
4. Bi li učvrstilo demokratski centralizam?
5. Bi li ojačalo ili oslabilo vodstvo Komunističke partije?
6. Bi li ojačalo »međunarodnu socijalističku solidarnost«. U kasnijoj inačici »međunarodna socijalistička solidarnost« definirana je kao »ojačavanje naše solidarnosti sa Sovjetskim Savezom, ojačavanje naše solidarnosti sa svim socijalističkim zemljama – naša je temeljna politika, u tome leži naš osnovni interes.«[19]

U srpnju 1957. Mao je naredio prekid kampanje.[nedostaje izvor] Neočekivani zahtjevi za podjelom vlasti doveli su do nagle promjene politike. Do tog vremena Mao je svjedočio Hruščovljevoj osudi Josifa Staljina i Mađarskoj revoluciji 1956., događajima destaljinizacije za koje je smatrao da su prijeteći.
Kampanja je ostavila trajan utjecaj na Maovo poimanje ideologije. Isprva više usmjeren na teoriju a manje na praktično, nakon kampanje je nastavio pokušavati učvrstiti socijalističke ideale u budućim pokretima na pragmatičniji način, dok je u slučaju kineske kulturne revolucije upotrijebio nasilnija sredstva. Kampanja je obeshrabrila izražavanje neslaganja i učinila intelektualce nevoljnima da u budućnosti kritiziraju Maoa i njegovu stranku. Antidesničarski pokret koji je uslijedio rezultirao je progonom intelektualaca, dužnosnika, studenata, umjetnika i disidenata označenih desničarima. Kampanja je dovela do gubitka individualnih prava, posebno za kineske intelektualce obrazovane u zapadnim zemljama. Kampanja je vođena neselektivno jer su brojni pojedinci na temelju anonimnih prijava etiketirani kao desničari. Lokalnim dužnosnicima diljem zemlje čak su dodijeljene kvote za broj desničara koje su trebali identificirati i prokazati unutar svojih jedinica. U ljeto i ranu jesen 1957. otprilike četiri stotine tisuća građana, uključujući mnoge intelektualce, označeni su kao desničari, poslani u kaznene logore ili prisiljeni na rad na selu. Dok je partija pokušavala poboljšati odnose s intelektualcima na kraju Velikog skoka naprijed, Kulturna revolucija izbrisala je svaki privid intelektualnog utjecaja i prestiža; »vrlo je malo intelektualaca, ako ih je uopće bilo, preživjelo Kulturnu revoluciju bez pretrpljena fizičkog ili psihičkog zlostavljanja.
Pokret stotinu cvjetova bio je prvi takve vrste u povijesti Narodne Republike Kine u kojem se vlada otvorila ideološkim kritikama šire javnosti. Iako su povjesničari uvijek dovodili u pitanje njegovu pravu prirodu, općenito se zaključuje da je on uznemirio središnje komunističko vodstvo. Pokret je također predstavljao obrazac kineske povijesti u kojem vlada promiče slobodnu misao, a zatim je potiskuje. Sličan val neće se ponoviti do kasnih 1980-ih, što je dovelo do prosvjeda na Tiananmenskom trgu 1989. godine; ti događaji, međutim, nisu dobili značajniju potporu i ohrabrenje vlasti.

## Mišljenja o stvarnim namjerama
Povjesničari dvoje o tome jesu li Maovi motivi za pokretanje kampanje bili iskreni. Neki pretpostavljaju da je Mao prvotno imao čiste namjere, ali je kasnije odlučio iskoristiti priliku da uništi kritiku. Drugi misle da je kampanja bila vrhunac zamršenog spora unutar stranke o tome kako se pozabaviti s neslaganjima.
Autori Clive James i Jung Chang tvrde da je kampanja od samoga početka bila prijevara namijenjena razotkrivanju desničara i kontrarevolucionara te da je Mao progonio one čiji su stavovi bili drugačiji od partijskih.
U djelu Mao: The Unknown Story Junga Changa i Jona Hallidaya, Chang tvrdi da je Mao postavljao zamku i… pozivao ljude da progovore kako bi to mogao iskoristiti kao izgovor za ugnjetavanje. Kritičar Harry Wu, koji je u mladosti bio žrtva, kasnije je napisao da je mogao samo pretpostaviti da Mao nikada nije mislio ono što je rekao, da je postavljao zamku milijunima.
Profesorica Lin Chun karakterizira kao teoriju zavjere prikaz kampanje kao smišljene zamke. Ona ga osporava empirijskim istraživanjem iz arhivskih izvora i usmenih priča, ističućo da mnoga tumačenja kampanje podcjenjuju strah Maoa i vodstva stranke zbog rastuće atmosfere antikomunizma unutar komunističkog svijeta nakon istočnoeuropskih ustanaka.
Autorica Christine Vidal na sličan način odbacuje ideju kampanje kao izvorno sračunatu na mamljenje disidenata za kasniju represiju.

### Stav KPK-a prema kampanji
Interni stav Partije prema kampanji može se pronaći u Rezoluciji o određenim pitanjima u povijesti naše stranke od osnutka Narodne Republike Kine:
Gospodarska zadaća iz 1957. godine, zbog ozbiljnog provođenja ispravne politike Osmog nacionalnog kongresa, bila je jedna od najučinkovitijih od osnutka zemlje. Te je godine cijela Partija pokrenula Kampanju ispravljanja, mobilizirajući mase da kritiziraju i daju prijedloge Partiji. To je bio normalan korak u promicanju socijalističke demokracije. Tijekom procesa ispravljanja manji je broj buržoaskih desničara iskoristio priliku zagovarati takozvana velika otkrića i velike rasprave, pokrenuvši drzak napad na Partiju i novi socijalistički sustav, pokušavajući zamijeniti vodstvo Partije. Bilo je potrebno i sasvim ispravno odlučno se suprotstaviti tom napadu. Međutim, antidesničarska je kampanja ozbiljno proširena, pogrešno označujući skupinu intelektualaca, domoljuba i stranačkih kadrova desničarima, što je rezultiralo nesretnim posljedicama.